# Twist and Shout
För andra betydelser, se Twist and Shout (olika betydelser).
Twist and Shout är en låt från 1961, skriven av Phil Medley och Bert Russell. Den spelades ursprungligen in av The Top Notes 1961 och The Isley Brothers 1962. 1962 spelade även The Tremeloes in låten. 1963 gjorde The Beatles en cover på den som de släppte på albumet Please Please Me. The Mamas and the Papas spelade in låten 1967 på albumet Deliver. The Shangri-Las gjorde en version av Twist and Shout som finns på albumet Leader of the Pack.
Låten påminner om Ritchie Valens La Bamba.

## Inspelningen av The Beatles
Den elfte och sista låten som spelades in vid den pressade sessionen den 11 februari 1963. Sessionerna hade avslutats klockan 22.00 på kvällen, då man spelat in sedan klockan tio på förmiddagen. George Martin ville emellertid avsluta skivan med en kraftfull låt och lät därför gruppen gå på övertid. Man beslutade sig för att göra sin version av The Isley Brothers ”Twist and Shout”, en livefavorit från 1962. Man tog en kaffepaus och serverade varm mjölk till den svårt förkylde Lennon. Martin var medveten om att hans röst inte skulle hålla länge i en låt där han behövde skrika eller sjunga hårt. Stämningen var därför ganska laddad inför den tagning som inleddes klockan 22.30 där han uppträdde med bar överkropp. Studiotekniker och andra personer i studion försökte mer eller mindre agera som publik för att skapa stämning. Man satte låten i en enda tagning även om man gjorde ett andra försök där man upptäckte att Lennons röst inte längre fungerade. Emellertid blev både George Martin och övrig personal tagna av den närmast elektrifierade version som man gjorde och ansåg den som en perfekt avslutning på LP:n. Låten kom med på LP:n Please Please Me (utgiven i England den 22 mars 1963) medan den i USA ingick på en LP vid namn Introducing... The Beatles (utgiven den 22 juli 1963).

## Andra covers
Både Bruce Springsteen och Ulf Lundell har spelat låten på sina turnéer.

## Listplaceringar, The Beatles
| Lista (1963-1964) | Position             |
| ----------------- | -------------------- |
| Danmark           | 18 (DR "Top 20")     |
| Finland           | 1                    |
| Kanada            | 5 (CHUM Hit Parade)  |
| Nederländerna     | 9                    |
| Norge             | 7 (VG-lista)         |
| Nya Zeeland       | 1 (Lever Hit Parade) |
| Sverige           | 2 (Kvällstoppen)     |
| Sverige           | 3 (Tio i topp)       |
| USA               | 2                    |
| Västtyskland      | 10                   |